# Siran, Cantal
Siran är en kommun i departementet Cantal i regionen Auvergne-Rhône-Alpes i mitten av Frankrike. Kommunen ligger  i kantonen Laroquebrou som ligger i arrondissementet Aurillac. År 2022 hade Siran 461 invånare.

## Befolkningsutveckling
Antalet invånare i kommunen Siran
Referens:INSEE